# Claude Boucher (intendant)
Pour les articles homonymes, voir Boucher et Claude Boucher.
Claude Boucher fut un administrateur sous l'Ancien Régime, principalement connu pour son œuvre d'aménagement de la ville de Bordeaux lorsqu'il en fut l'intendant pendant 22 ans, sous le règne de Louis XV. 

## Carrière
Il est président à la cour des aides de Paris lorsqu'il est nommé en 1717 intendant de la généralité de Riom. 
Claude Boucher est le premier des grands intendants-urbanistes de Bordeaux. La ville est encore médiévale en ce début de XVIIIe siècle, à l'abri de ses murailles. Nommé intendant de la généralité de Bordeaux en 1720 par le roi Louis XV, Claude Boucher libère la ville sur près de 1 km pour aligner des façades classiques ordonnancées sur les quais de la Garonne. Il lance aussi la construction d'une place Royale ouverte sur le fleuve, qui deviendra la place de la Bourse. Son travail sera poursuivi et amplifié par son successeur, le marquis de Tourny.

## Galerie

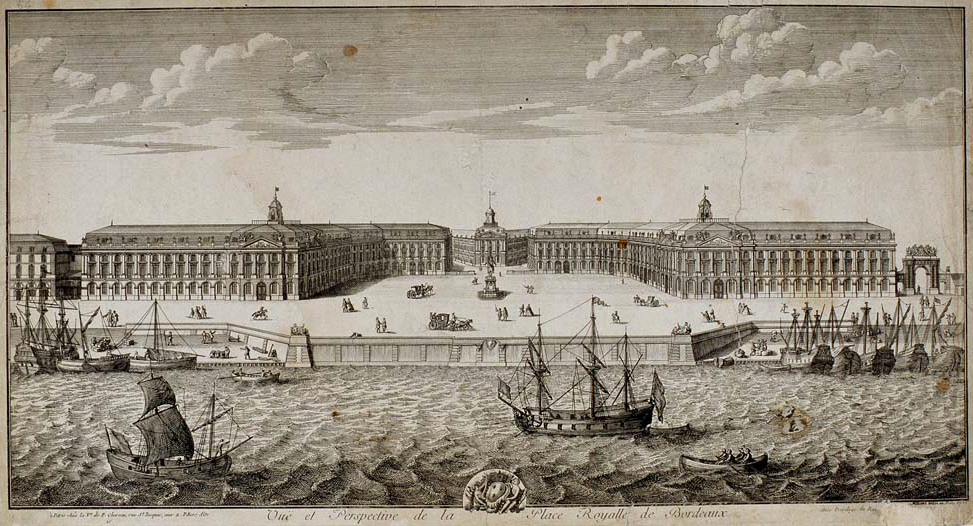
Vue en perspective de la place Royale de Bordeaux.
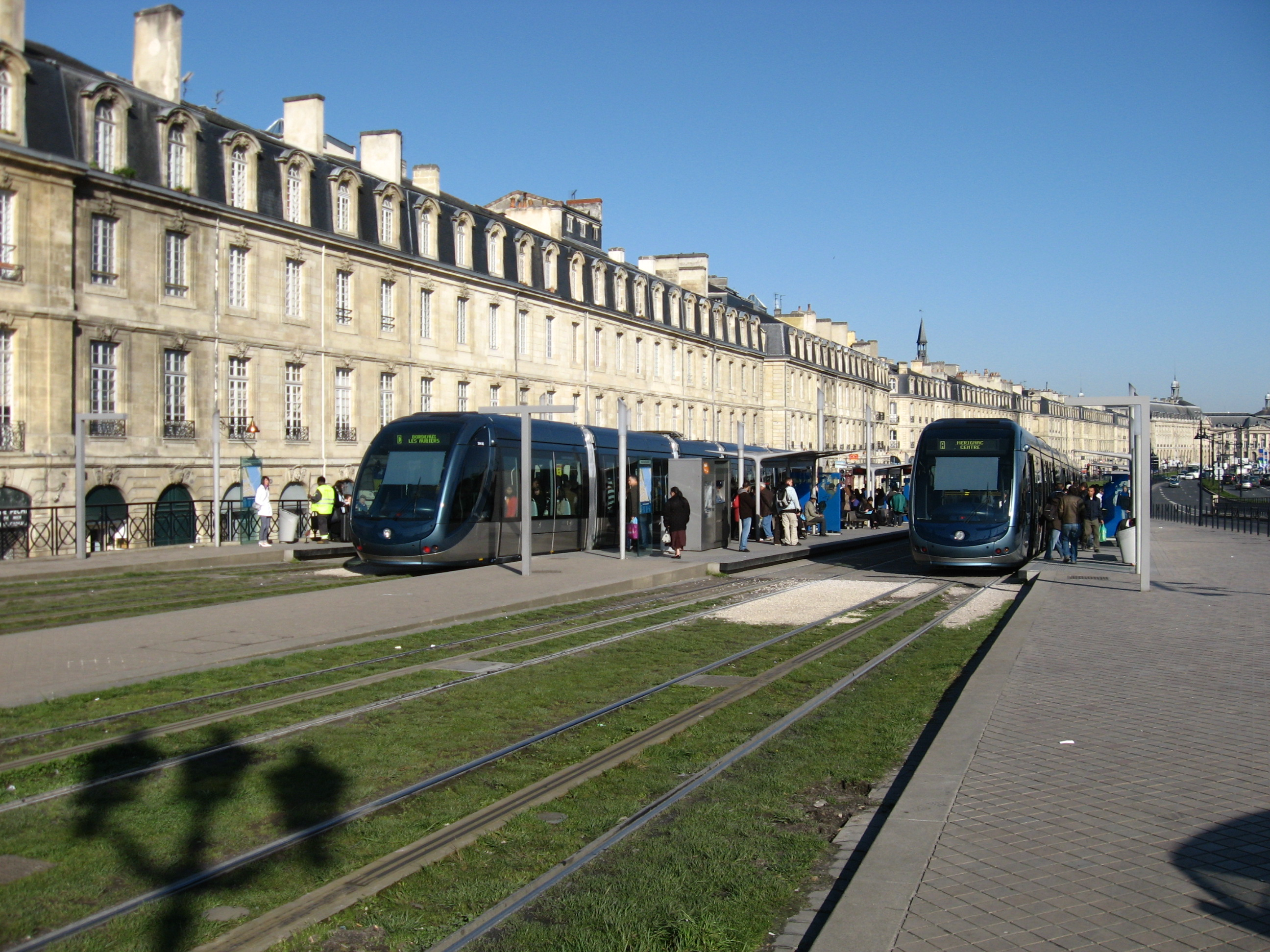
Façade des quais.

## À voir